# Saison 2020-2021 de l'AS Saint-Étienne
Maillots
Chronologie
Saison précédente Saison suivante
La saison 2020-2021 de l'AS Saint-Étienne est la soixante-huitième de l'histoire du club.
Après avoir débuté sur les chapeaux de roues (Saint-Étienne étant leader après quatre journées), la saison du club ligérien s'est avérée difficile, flirtant avec la zone de relégation à plusieurs reprises. Le départ de Wesley Fofana à Leicester notamment, lui qui s'était illustré lors des trois premières journées, a rendu difficile la situation sportive du club. Claude Puel et son effectif composé en grande partie de jeunes joueurs réussiront finalement à assurer leur maintien lors de la trente-sixième journée du championnat, à la suite de la victoire un à zéro contre l'Olympique de Marseille.

## Transferts

### Transferts estivaux
| Nom                    | Poste          | Transfert           | Provenance/Destination      | Division         |
| ---------------------- | -------------- | ------------------- | --------------------------- | ---------------- |
| Arrivées               |                |                     |                             |                  |
| Jean-Philippe Krasso   | Attaquant      | Transfert           | SAS Épinal                  | National 2       |
| Vagner Dias Gonçalves  | Attaquant      | Retour de prêt      | AS Nancy-Lorraine           | Ligue 2          |
| Makhtar Gueye          | Attaquant      | Retour de prêt      | AS Nancy-Lorraine           | Ligue 2          |
| Alpha Sissoko          | Défenseur      | Retour de prêt      | Le Puy Foot 43 Auvergne     | National 2       |
| Rayan Souici           | Milieu         | Retour de prêt      | Servette FC                 | Super League     |
| Yvan Neyou             | Milieu         | Prêt                | Sporting Braga              | Primeira Liga    |
| Harold Moukoudi        | Défenseur      | Retour de prêt      | Middlesbrough FC            | Championship     |
| Timothée Kolodziejczak | Défenseur      | Transfert définitif | Tigres UANL                 | Liga MX (D1)     |
| Adil Aouchiche         | Milieu         | Fin de contrat      | Paris Saint-Germain         | Ligue 1          |
| Alexandros Katranis    | Défenseur      | Retour de prêt      | Atromitos FC                | Superleague      |
| Départs                |                |                     |                             |                  |
| Franck Honorat         | Milieu         | Transfert           | Stade brestois 29           | Ligue 1          |
| William Saliba         | Défenseur      | Retour de prêt      | Arsenal FC                  | Premier League   |
| Vagner Dias Gonçalves  | Attaquant      | Transfert           | FC Metz                     | Ligue 1          |
| Jean-Eudes Aholou      | Milieu         | Retour de prêt      | AS Monaco FC                | Ligue 1          |
| Théo Vermot            | Gardien de But | Fin de contrat      | US Orléans                  | National         |
| Lamine Ghezali         | Attaquant      | Prêt                | SC Lyon                     | National         |
| Mickaël Nade           | Défenseur      | Prêt                | US Quevilly-Rouen Métropole | National         |
| Loïc Perrin            | Défenseur      | Retraite            | -                           | -                |
| Alexandros Katranis    | Défenseur      | Prêt                | Hatayspor                   | 1. Lig           |
| Sergi Palencia         | Défenseur      | Prêt                | CD Leganés                  | LaLiga SmartBank |
| Wesley Fofana          | Défenseur      | Transfert           | Leicester City FC           | Premier League   |

### Transfert hivernaux
| Nom                  | Poste             | Transfert                    | Provenance/Destination | Division            |
| -------------------- | ----------------- | ---------------------------- | ---------------------- | ------------------- |
| Arrivées             |                   |                              |                        |                     |
| Pape Abou Cissé      | Défenseur         | Prêt payant avec OA (13M€)   | Olympiakos             | Superleague Elláda  |
| Anthony Modeste      | Attaquant         | Prêt sans OA                 | FC Cologne             | Bundesliga          |
| Boubacar Fall        | Gardien           | Transfert libre              | Guédiawaye FC          | Ligue 2 sénégalaise |
| Yvan Neyou           | Milieu de terrain | Option d'achat levée (400K€) | Sporting Braga         | Primeira Liga       |
| Départs              |                   |                              |                        |                     |
| Stéphane Ruffier     | Gardien           | Rupture de contrat           |                        |                     |
| Jean-Philippe Krasso | Attaquant         | Prêt sans OA                 | Le Mans FC             | National            |

## Joueurs et club lors de la saison 2020-2021

### Effectif professionnel
En grisé, les sélections de joueurs internationaux chez les jeunes mais n'ayant jamais été appelés aux échelons supérieurs une fois l'âge limite dépassé.

## Statistiques

### Classement des buteurs
| Place | Nom            | Ligue 1 | Coupe | TOTAL |
| 1     | Wahbi Khazri   | 7       | 0     | 7     |
| 1     | Denis Bouanga  | 7       | 0     | 7     |
| 2     | Romain Hamouma | 6       | 0     | 6     |

### Classement des passeurs décisifs
Mise à jour le 26 avril 2021.
| Place | Nom            | Ligue 1 | Coupe | TOTAL |
| 1     | Arnaud Nordin  | 4       | 0     | 4     |
| 1     | Adil Aouchiche | 4       | 0     | 4     |
| 2     | Denis Bouanga  | 3       | 0     | 3     |
| 3     | Yvan Neyou     | 2       | 0     | 2     |
| 3     | Charles Abi    | 2       | 0     | 2     |

### Statistiques des cartons

#### Cartons jaunes
Mise à jour le 26 avril 2021.
| Place | Nom                 | Ligue 1 | Coupe | TOTAL |
| 1     | Yvan Neyou          | 8       | 0     | 8     |
| 2     | Denis Bouanga       | 7       | 0     | 7     |
| 2     | Lucas Gourna-Douath | 7       | 0     | 7     |

#### Cartons rouges
Mise à jour le 26 avril 2021.
| Place | Nom                    | Ligue 1 | Coupe | TOTAL |
| 1     | Wahbi Khazri           | 1       | 0     | 1     |
| 1     | Timothée Kolodziejczak | 1       | 0     | 1     |

### Championnat
La Ligue 1 2020-2021 est la quatre-vingtième troisième édition du championnat de France de football et la dix-huitième sous l'appellation « Ligue 1 » ; le nom de l'enseigne Uber Eats y est accolé pour la première saison, par le biais du naming. La division oppose vingt clubs en une série de trente-huit rencontres. Les meilleurs de ce championnat se qualifient pour les coupes d'Europe que sont la Ligue des champions (le podium) et la Ligue Europa (le quatrième et le vainqueur de la Coupe de France). L'ASSE participe à cette compétition pour la soixante-cinquième fois de son histoire.
Les relégués à l'issue de la saison précédente, l'Amiens SC, le Toulouse FC, sont remplacés par le FC Lorient (champion de Ligue 2) et le RC Lens.

#### Matchs aller
| Date       | N o | Adversaire             | Lieu | Résultat | Buteurs pour Saint-Étienne      | Points | Place |
| ---------- | --- | ---------------------- | ---- | -------- | ------------------------------- | ------ | ----- |
| 30/08/2020 | J02 | FC Lorient             | Dom. | 2 - 0    | 18e, 51e Hamouma                | 3      | 11e   |
| 12/09/2020 | J03 | RC Strasbourg          | Dom. | 2 - 0    | 57e (pen.) Bouanga, 82e Camara  | 6      | 9e    |
| 17/09/2020 | J01 | Olympique de Marseille | Ext. | 0 - 2    | 6e Hamouma, 75e Bouanga         | 9      | 1er   |
| 20/09/2020 | J04 | FC Nantes              | Ext. | 2 - 2    | 2e Aouchiche, 66e Maçon         | 10     | 1er   |
| 26/09/2020 | J05 | Stade rennais FC       | Dom. | 0 - 3    | -                               | 10     | 4e    |
| 03/10/2020 | J06 | RC Lens                | Ext. | 2 - 0    | -                               | 10     | 7e    |
| 18/10/2020 | J07 | OGC Nice               | Dom. | 1 - 3    | 57e Aouchiche                   | 10     | 10e   |
| 25/10/2020 | J08 | FC Metz                | Ext. | 2 - 0    | -                               | 10     | 13e   |
| 01/11/2020 | J09 | Montpellier HSC        | Dom. | 0 - 1    | -                               | 10     | 13e   |
| 08/11/2020 | J10 | Olympique lyonnais     | Ext. | 2 - 1    | 40e (csc) Lopes                 | 10     | 15e   |
| 22/11/2020 | J11 | Stade brestois 29      | Ext. | 4 - 1    | 31e Camara                      | 10     | 16e   |
| 29/11/2020 | J12 | LOSC Lille             | Dom. | 1 - 1    | 33e (pen.) Khazri               | 11     | 15e   |
| 06/12/2020 | J13 | Dijon FCO              | Ext. | 0 - 0    | -                               | 12     | 15e   |
| 11/12/2020 | J14 | Angers SCO             | Dom. | 0 - 0    | -                               | 13     | 15e   |
| 16/12/2020 | J15 | Girondins de Bordeaux  | Ext. | 1 - 2    | 15e Nordin, 75e Neyou           | 16     | 14e   |
| 20/12/2020 | J16 | Nîmes Olympique        | Dom. | 2 - 2    | 8e Moukoudi, 63e Nordin         | 17     | 14e   |
| 23/12/2020 | J17 | AS Monaco FC           | Ext. | 2 - 2    | 21e Debuchy, 29e (pen.) Bouanga | 18     | 14e   |
| 06/01/2021 | J18 | Paris Saint-Germain    | Dom. | 1 - 1    | 19e Hamouma                     | 19     | 14e   |
| 09/01/2021 | J19 | Stade de Reims         | Ext. | 3 - 1    | 71e Abi                         | 19     | 16e   |

#### Matchs retour
| Date       | N o | Adversaire             | Lieu | Résultat | Buteurs pour Saint-Étienne        | Points | Place |
| ---------- | --- | ---------------------- | ---- | -------- | --------------------------------- | ------ | ----- |
| 17/01/2021 | J20 | RC Strasbourg          | Ext. | 1 - 0    | -                                 | 19     | 16e   |
| 24/01/2021 | J21 | Olympique lyonnais     | Dom. | 0 - 5    | -                                 | 19     | 16e   |
| 31/01/2021 | J22 | OGC Nice               | Ext. | 0 - 1    | 88e Abi                           | 22     | 16e   |
| 03/02/2021 | J23 | FC Nantes              | Dom. | 1 - 1    | 57e Camara                        | 23     | 16e   |
| 07/02/2021 | J24 | FC Metz                | Dom. | 1 - 0    | 14e (csc) Boye                    | 26     | 15e   |
| 14/02/2021 | J25 | Stade rennais FC       | Ext. | 0 - 2    | 27e Bouanga, 71e Nordin           | 29     | 15e   |
| 21/02/2021 | J26 | Stade de Reims         | Dom. | 1 - 1    | 89e Abi                           | 30     | 14e   |
| 28/02/2021 | J27 | FC Lorient             | Ext. | 2 - 1    | 14e Moukoudi                      | 30     | 16e   |
| 03/03/2021 | J28 | RC Lens                | Dom. | 2 - 3    | 40e Moukoudi, 90+5e Bouanga       | 30     | 16e   |
| 13/03/2021 | J29 | Angers SCO             | Ext. | 0 - 1    | 52e Khazri                        | 33     | 16e   |
| 21/03/2021 | J30 | AS Monaco FC           | Dom. | 0 - 4    | -                                 | 33     | 16e   |
| 04/04/2021 | J31 | Nîmes Olympique        | Ext. | 0 - 2    | 23e Khazri, 66e Bouanga           | 36     | 15e   |
| 11/04/2021 | J32 | Girondins de Bordeaux  | Dom. | 4 - 1    | 19e, 23e 72e Khazri, 81e Youssouf | 39     | 13e   |
| 18/04/2021 | J33 | Paris Saint-Germain    | Ext. | 3 - 2    | 77e Bouanga, 92e Hamouma          | 39     | 14e   |
| 24/04/2021 | J34 | Stade brestois 29      | Dom. | 1 - 2    | 11e Khazri                        | 39     | 14e   |
| 02/05/2021 | J35 | Montpellier HSC        | Ext. | 1 - 2    | 16e Hamouma, 50e Debuchy          | 42     | 12e   |
| 09/05/2021 | J36 | Olympique de Marseille | Dom. | 1 - 0    | 43e Nordin                        | 45     | 11e   |
| 16/05/2021 | J37 | LOSC Lille             | Ext. | 0 - 0    | -                                 | 46     | 11e   |
| 23/05/2021 | J38 | Dijon FCO              | Dom. | 0 - 1    | -                                 | 46     | 12e   |

#### Classement
| Rang | Équipe                | Pts | J  | G  | N  | P  | Bp | Bc | Diff |
| ---- | --------------------- | --- | -- | -- | -- | -- | -- | -- | ---- |
| 9    | OGC Nice              | 52  | 38 | 15 | 7  | 16 | 50 | 53 | −3   |
| 10   | FC Metz               | 47  | 38 | 12 | 11 | 15 | 44 | 48 | −4   |
| 11   | AS Saint-Étienne      | 46  | 38 | 12 | 10 | 16 | 42 | 54 | −12  |
| 12   | Girondins de Bordeaux | 45  | 38 | 13 | 6  | 19 | 42 | 56 | −14  |
| 13   | Angers SCO            | 44  | 38 | 12 | 8  | 18 | 40 | 58 | −18  |

### Coupes nationales

#### Coupe de France
La Coupe de France 2020-2021 est la cent-quatrième édition de cette compétition à élimination directe mettant aux prises tous les clubs de football amateurs et professionnels à travers la France métropolitaine et les DOM-TOM. Elle est organisée par la FFF et ses ligues régionales.
| Date       | N o         | Adversaire             | Lieu | Résultat | Buteurs pour Saint-Étienne |
| ---------- | ----------- | ---------------------- | ---- | -------- | -------------------------- |
| 11/02/2021 | 1/32e de f. | FC Sochaux-Montbéliard | Ext. | 1 - 0    | -                          |